# Herrarnas individuella tävling i bågskytte vid olympiska sommarspelen 1996
Den här artikeln behandlar herrarnas individuella tävling i bågskytte under olympiska sommarspelen 1996 i Atlanta. 

## Medaljörer
| Klass                | Guld               | Silver                 | Brons             |
| Individuellt, herrar | Justin Huish (USA) | Magnus Petersson (SWE) | Oh Kyo-Moon (KOR) |

## Resultat

### Utslagningsrond
| Slutlig placering | Ranking- runda | Bågskytt                     | Ranking- runda | 32-dels- finaler | Sextondels- finaler | Åttondels- finaler | Kvarts- finaler | Semi- finaler | Final |
| ----------------- | -------------- | ---------------------------- | -------------- | ---------------- | ------------------- | ------------------ | --------------- | ------------- | ----- |
| 1                 | 9              | Justin Huish (USA)           | 670            | 165              | 166                 | 169                | 112             | 112           | 112   |
| 2                 | 7              | Magnus Petersson (SWE)       | 672            | 167              | 167                 | 167                | 111             | 112           | 107   |
| 3                 | 3              | Oh Kyo-Moon (KOR)            | 681            | 162              | 169                 | 167                | 114             | 109           | 116   |
| 4                 | 21             | Paul Vermeiren (BEL)         | 659            | 165              | 159                 | 161                | 111             | 103           | 110   |
| 5                 | 11             | Kim Bo-Ram (KOR)             | 668            | 168              | 166                 | 162                | 113             |               |       |
| 6                 | 1              | Michele Frangilli (ITA)      | 684            | 166              | 164                 | 170                | 112             |               |       |
| 7                 | 2              | Jang Yong-Ho (KOR)           | 682            | 164              | 165                 | 162                | 108             |               |       |
| 8                 | 45             | Lionel Torres (FRA)          | 644            | 165              | 164                 | 159                | 106             |               |       |
| 9                 | 10             | Matteo Bisiani (ITA)         | 669            | 167              | 163                 | 163                |                 |               |       |
| 10                | 57             | Hsieh Sheng-Feng (TPE)       | 630            | 164              | 157                 | 162                |                 |               |       |
| 11                | 15             | Richard Butch (USA)          | 664            | 158              | 164                 | 160                |                 |               |       |
| 12                | 38             | Tomi Poikolainen (FIN)       | 648            | 168              | 164                 | 160                |                 |               |       |
| 13                | 16             | Stanislav Zabrodsky (UKR)    | 664            | 156              | 163                 | 160                |                 |               |       |
| 14                | 28             | Samo Medved (SLO)            | 656            | 161              | 161                 | 159                |                 |               |       |
| 15                | 19             | Martinus Grov (NOR)          | 663            | 161              | 161                 | 159                |                 |               |       |
| 16                | 29             | José Anchondo (MEX)          | 653            | 158              | 156                 | 158                |                 |               |       |
| 17                | 39             | Andrea Parenti (ITA)         | 647            | 161              | 165                 |                    |                 |               |       |
| 18                | 6              | Balzhinima Tsyrempilov (RUS) | 675            | 164              | 163                 |                    |                 |               |       |
| 19                | 13             | Hiroshi Yamamoto (JPN)       | 665            | 155              | 163                 |                    |                 |               |       |
| 20                | 5              | Jari Lipponen (FIN)          | 676            | 168              | 161                 |                    |                 |               |       |
| 21                | 22             | Mikael Larsson (SWE)         | 659            | 167              | 160                 |                    |                 |               |       |
| 22                | 34             | Keith Hanlon (IRL)           | 650            | 155              | 159                 |                    |                 |               |       |
| 23                | 14             | Tang Hua (CHN)               | 664            | 157              | 159                 |                    |                 |               |       |
| 24                | 12             | Rod White (USA)              | 666            | 161              | 158                 |                    |                 |               |       |
| 25                | 32             | Lalremsanga Chhangte (IND)   | 650            | 160              | 158                 |                    |                 |               |       |
| 26                | 18             | Matthew Gray (AUS)           | 663            | 162              | 157                 |                    |                 |               |       |
| 27                | 25             | Takayoshi Matsushita (JPN)   | 657            | 163              | 156                 |                    |                 |               |       |
| 28                | 24             | Gary Hardinges (GBR)         | 658            | 158              | 155                 |                    |                 |               |       |
| 29                | 30             | Paweł Szymczak (POL)         | 653            | 152              | 154                 |                    |                 |               |       |
| 30                | 4              | Vadim Shikarev (KAZ)         | 677            | 166              | 154                 |                    |                 |               |       |
| 31                | 23             | Valeriy Yevetsky (UKR)       | 659            | 159              | 152                 |                    |                 |               |       |
| 32                | 48             | Tommi Tuovila (FIN)          | 644            | 151              | 142                 |                    |                 |               |       |
| 33                | 59             | Vitaliy Shin (KAZ)           | 626            | 163              |                     |                    |                 |               |       |
| 34                | 40             | Göran Bjerendal (SWE)        | 646            | 162              |                     |                    |                 |               |       |
| 35                | 8              | Jackson Fear (AUS)           | 671            | 162              |                     |                    |                 |               |       |
| 36                | 58             | Luo Hengyu (CHN)             | 627            | 161              |                     |                    |                 |               |       |
| 37                | 54             | Jeannot Robitaille (CAN)     | 634            | 160              |                     |                    |                 |               |       |
| 38                | 43             | Rob Rusnov (CAN)             | 645            | 159              |                     |                    |                 |               |       |
| 39                | 46             | Sébastien Flute (FRA)        | 644            | 158              |                     |                    |                 |               |       |
| 40                | 47             | Shen Jun (CHN)               | 644            | 158              |                     |                    |                 |               |       |
| 41                | 41             | Cho Sheng-Ling (TPE)         | 646            | 158              |                     |                    |                 |               |       |
| 42                | 36             | Raul Kivilo (EST)            | 649            | 157              |                     |                    |                 |               |       |
| 43                | 56             | Sergei Martynov (KAZ)        | 632            | 157              |                     |                    |                 |               |       |
| 44                | 42             | Wu Tsung-Yi (TPE)            | 646            | 156              |                     |                    |                 |               |       |
| 45                | 62             | Stefan Mliakov (BUL)         | 617            | 156              |                     |                    |                 |               |       |
| 46                | 33             | Andrew Lindsay (NZL)         | 650            | 156              |                     |                    |                 |               |       |
| 47                | 55             | Skalzang Dorje (IND)         | 634            | 156              |                     |                    |                 |               |       |
| 48                | 49             | Jubzhang Jubzhang (BHU)      | 643            | 156              |                     |                    |                 |               |       |
| 49                | 27             | Kevin Sally (CAN)            | 657            | 155              |                     |                    |                 |               |       |
| 50                | 51             | Andrey Podlazov (RUS)        | 640            | 154              |                     |                    |                 |               |       |
| 51                | 52             | Adolfo González (MEX)        | 636            | 154              |                     |                    |                 |               |       |
| 52                | 20             | Simon Fairweather (AUS)      | 660            | 154              |                     |                    |                 |               |       |
| 53                | 53             | Bair Badënov (RUS)           | 635            | 152              |                     |                    |                 |               |       |
| 54                | 31             | Peter Koprivnikar (SLO)      | 652            | 151              |                     |                    |                 |               |       |
| 55                | 17             | Steven Hallard (GBR)         | 664            | 150              |                     |                    |                 |               |       |
| 56                | 26             | Damien Letulle (FRA)         | 657            | 150              |                     |                    |                 |               |       |
| 57                | 37             | Oleksandr Yatsenko (UKR)     | 649            | 150              |                     |                    |                 |               |       |
| 58                | 35             | Nuno Pombo (POR)             | 650            | 148              |                     |                    |                 |               |       |
| 59                | 61             | Okyay Küçükkayalar (TUR)     | 618            | 144              |                     |                    |                 |               |       |
| 60                | 60             | Antonio Vázquez (ESP)        | 621            | 143              |                     |                    |                 |               |       |
| 61                | 64             | Dominic Rebelo (KEN)         | 518            | 142              |                     |                    |                 |               |       |
| 62                | 63             | Paolo Tura (SMR)             | 592            | 141              |                     |                    |                 |               |       |
| 63                | 44             | Limba Ram (IND)              | 644            | 140              |                     |                    |                 |               |       |
| 64                | 50             | Matevž Krumpestar (SLO)      | 643            | 140              |                     |                    |                 |               |       |

### 32-delsfinaler
| Vinnare                     | Resultat        | Slogs ut                 |  |
| --------------------------- | --------------- | ------------------------ |  |
| Michele Frangilli (ITA)     | (166-142)       | Dominic Rebelo (KEN)     |  |
| Lalremsanga Chhangte (IND)  | (160-156)       | Andrew Lindsay (NZL)     |  |
| Tommi Tuovila (FIN)         | (151-150)       | Steven Hallard (GBR)     |  |
| Stanislav Zabrodsky (UKR)   | (156-156, 9-8)  | Jubzhang Jubzhang (BHU)  |  |
| Hsieh Sheng-Feng (AUS)      | (164-162)       | Jackson Fear (AUS)       |  |
| Takayoshi Matsushita (JPN)  | (163-162)       | Goran Bjerendal (SWE)    |  |
| Gary Hardinges (GBR)        | (158-158, 10-9) | Cho Sheng-Ling (TPE)     |  |
| Justin Huish (USA)          | (165-157)       | Sergei Martynov (KAZ)    |  |
| Jari Lipponen (FIN)         | (168-143)       | Antonio Vazquez (ESP)    |  |
| Samo Medved (SLO)           | (161-150)       | Aleksandr Yatsenko (UKR) |  |
| Paul Vermeiren (BEL)        | (165-140)       | Limba Ram (IND)          |  |
| Rod White (USA)             | (161-152)       | Bair Badënov (RUS)       |  |
| Vadim Chikarev (KAZ)        | (166-144)       | Okyay Kucukkayalar (TUR) |  |
| Jose Anchondo (MEX)         | (158-157)       | Raul Kivilo (EST)        |  |
| Lionel Torres (FRA)         | (165-154)       | Simon Fairweather (AUS)  |  |
| Hiroshi Yamamoto (JPN)      | (155-154)       | Adolfo Gonzalez (MEX)    |  |
| Oh Kyo-Moon (KOR)           | (162-156)       | Stefan Mliakov (BUL)     |  |
| Paweł Szymczak (POL)        | (152-148)       | Nuno Pombo (POR)         |  |
| Martinus Grov (NOR)         | (161-158)       | Sebastien Flute (FRA)    |  |
| Tang Hua (CHN)              | (157-154)       | Andrey Podlazov (RUS)    |  |
| Baljinima Tsirempilov (RUS) | (164-163)       | Vitaliy Shin (KAZ)       |  |
| Tomi Poikolainen (FIN)      | (158-155)       | Kevin Sally (CAN)        |  |
| Mikael Larsson (SWE)        | (167-159)       | Rob Rusnov (CAN)         |  |
| Kim Bo-Ram (KOR)            | (168-160)       | Jeannot Robitaille (CAN) |  |
| Magnus Petersson (SWE)      | (167-161)       | Luo Hengyu (CHN)         |  |
| Andrea Parenti (ITA)        | (161-150)       | Damien Letulle (FRA)     |  |
| Valeriy Yevetsky (UKR)      | (159-156)       | Wu Tsung-Yi (TPE)        |  |
| Matteo Bisiani (ITA)        | (167-156)       | Skalzang Dorje (IND)     |  |
| Jang Yong-Ho (KOR)          | (164-141)       | Paolo Tura (SMR)         |  |
| Keith Hanlon (IRL)          | (155-151)       | Peter Koprivnikar (SLO)  |  |
| Matthew Gray (CHN)          | (162-158)       | Shen Jun (CHN)           |  |
| Richard Butch (USA)         | (158-140)       | Matevz Krumpestar (SLO)  |  |

### Sextondelsfinaler
| Vinnare                   | Resultat       | Slogs ut                    |
| ------------------------- | -------------- | --------------------------- |
| Michele Frangilli (ITA)   | (164-158)      | Lalremsanga Chhangte (IND)  |
| Stanislav Zabrodsky (UKR) | (163-142)      | Tommi Tuovila (FIN)         |
| Hsieh Sheng-Feng (TPE)    | (157-156)      | Takayoshi Matsushita (JPN)  |
| Justin Huish (USA)        | (166-155)      | Gary Hardinges (GBR)        |
| Samo Medved (SLO)         | (161-161, 9-8) | Jari Lipponen (FIN)         |
| Paul Vermeiren (BEL)      | (159-158)      | Rod White (USA)             |
| Jose Anchondo (MEX)       | (156-154)      | Vadim Chikarev (KAZ)        |
| Lionel Torres (FRA)       | (164-163)      | Hiroshi Yamamoto (JPN)      |
| Oh Kyo-moon (KOR)         | (169-154)      | Paweł Szymczak (POL)        |
| Martinus Grov (NOR)       | (161-159)      | Tang Hua (CHN)              |
| Tomi Poikolainen (FIN)    | (164-163)      | Baljinima Tsirempilov (RUS) |
| Kim Bo-ram (KOR)          | (166-160)      | Mikael Larsson (SWE)        |
| Magnus Petersson (SWE)    | (167-165)      | Andrea Parenti (ITA)        |
| Matteo Bisiani (ITA)      | (163-152)      | Valeriy Yevetsky (UKR)      |
| Jang Yong-ho (KOR)        | (165-159)      | Keith Hanlon (IRL)          |
| Richard Butch (USA)       | (164-157)      | Matthew Gray (AUS)          |

### Åttondelsfinaler
| Vinnare                 | Resultat  | Slogs ut                  |  |
| ----------------------- | --------- | ------------------------- |  |
| Michele Frangilli (ITA) | (170-160) | Stanislav Zabrodsky (UKR) |  |
| Justin Huish (USA)      | (169-162) | Hsieh Sheng-Feng (TPE)    |  |
| Paul Vermeiren (BEL)    | (161-159) | Samo Medved (SLO)         |  |
| Lionel Torres (FRA)     | (159-158) | Jose Anchondo (MEX)       |  |
| Oh Kyo-Moon (KOR)       | (167-159) | Martinus Grov (NOR)       |  |
| Kim Bo-Ram (KOR)        | (162-160) | Tomi Poikolainen (FIN)    |  |
| Magnus Petersson (SWE)  | (167-163) | Matteo Bisiani (ITA)      |  |
| Jang Yong-Ho (KOR)      | (162-160) | Richard Butch (USA)       |  |

### Kvartsfinaler
| Vinnare                | Resultat        | Slogs ut                |  |
| ---------------------- | --------------- | ----------------------- |  |
| Justin Huish (USA)     | (112-112, 10-9) | Michele Frangilli (ITA) |  |
| Paul Vermeiren (BEL)   | (111-106)       | Lionel Torres (FRA)     |  |
| Oh Kyo-Moon (KOR)      | (114-113)       | Kim Bo-Ram (KOR)        |  |
| Magnus Petersson (SWE) | (111-108)       | Jang Yong-Ho (KOR)      |  |

### Semifinaler
| Vinnare                | Resultat  | Slogs ut             |  |
| ---------------------- | --------- | -------------------- |  |
| Justin Huish (USA)     | (112-103) | Paul Vermeiren (BEL) |  |
| Magnus Petersson (SWE) | (112-109) | Oh Kyo-Moon (KOR)    |  |

### Bronsmatch
| Vinnare           | Resultat  | Slogs ut             |  |
| ----------------- | --------- | -------------------- |  |
| Oh Kyo-Moon (KOR) | (115-110) | Paul Vermeiren (BEL) |  |

### Final
| Vinnare            | Resultat  | Slogs ut               |  |
| ------------------ | --------- | ---------------------- |  |
| Justin Huish (USA) | (112-107) | Magnus Petersson (SWE) |  |